# Alabama State Route 87
Alabama State Route 87 ist ein in Nord-Süd-Richtung verlaufender Highway im US-Bundesstaat Alabama.
Der Highway beginnt an der Grenze zu Florida südlich von Geneva, wo er als Florida State Road 81 verläuft, und endet bei Troy am U.S. Highway 231. Die State Route führt unter anderem durch die Orte Elba und Samson.